# Miloš Gregor
Miloš Gregor (* 7. února 1987 Znojmo) je český politolog, publicista, vysokoškolský pedagog a expert v oblasti dezinformací a politického marketingu.

## Studium a kariéra
V roce 2009 získal bakalářský titul z oboru politologie na Katedře politologie Fakulty sociálních studií Masarykovy univerzity. V roce 2012 získal ve stejném oboru (se specializací Volební studia a politický marketing) rovněž magisterský titul. Ve stejném roce začal působit na Mezinárodním politologickém ústavu Masarykovy univerzity. V roce 2014 začal vyučovat na Katedře politologie FSS MU a v roce 2017 získal v oboru politologie doktorský titul. V roce 2021 mu byla udělena cena MUNI scientist.
V říjnu 2023 se stal poradcem premiéra Petra Fialy pro boj s dezinformacemi. V souvislosti se svým odborným zaměřením opakovaně vystupoval v řadě médií. Je autorem řady publikací týkajících se svého odborného zaměření, např. titulů Volby do Poslanecké sněmovny v roce 2017 nebo Flanelem proti válce aneb Česká prezidentská volba 2023.